# Nemo (ca sĩ)

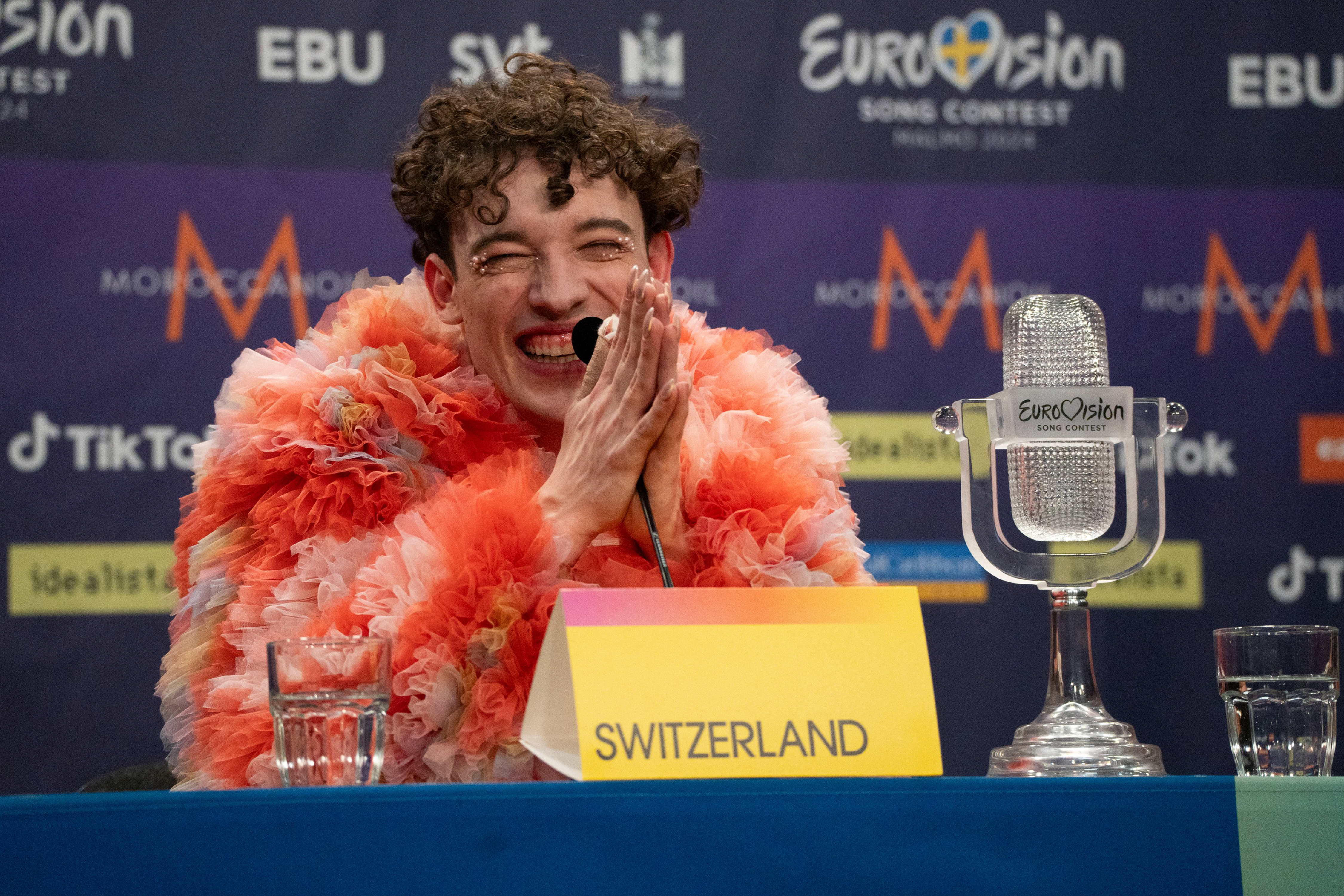
Nemo tại buổi họp báo sau chiến thắng ở Eurovision năm 2024

Nemo Mettler (sinh 3 tháng 8, 1999), được biết đến với tên Nemo, là một rapper và ca sĩ người Thụy Sĩ. Nemo còn chơi violin, piano và trống. Nemo là đại diện phi nhị nguyên công khai đầu tiên đại diện Thụy Sĩ trong Eurovision Song Contest, và sau đó chiến thắng cuộc thi năm 2024 với bài hát "The Code". Nemo là ca sĩ phi nhị nguyên công khai đầu tiên chiến thắng cuộc thi, và là người chiến thắng thứ ba đại diện cho Thụy Sĩ (sau cuộc thi năm 1956 và 1988).

## Đời tư
Năm 2022, Nemo công khai là toàn tính qua một story Instagram. Tháng 11 năm 2023, Nemo công khai là người phi nhị nguyên giới trong một bài báo trên SonntagsZeitung, sau khi giấu kín từ khoảng năm 2021. Trong bài báo, Nemo nói rằng Nemo thích được nhắc đến bằng tên riêng thay vì đại từ trong tiếng Đức, và dùng đại từ they/them trong tiếng Anh.

## Danh sách đĩa nhạc

### Đĩa mở rộng
| Tựa đề                                                                                   | Chi tiết                                                                                   | Vị trí xếp hạng cao nhất |
| Tựa đề                                                                                   | Chi tiết                                                                                   | SWI                      |
| ---------------------------------------------------------------------------------------- | ------------------------------------------------------------------------------------------ | ------------------------ |
| Clownfisch                                                                               | - Phát hành: 13 tháng 6, 2015 - Nhãn: Tự phát hành - Định dạng: Tải nhạc, phát trực tuyến  | 95                       |
| Momänt-Kids                                                                              | - Phát hành: 21 tháng 10, 2017 - Nhãn: Bakara Music - Định dạng: Tải nhạc, phát trực tuyến | —                        |
| Fundbüro                                                                                 | - Phát hành: 17 tháng 11, 2017 - Nhãn: Bakara Music - Định dạng: Tải nhạc, phát trực tuyến | —                        |
| Whatever Feels Right                                                                     | - Phát hành: 9 tháng 9, 2022 - Nhãn: Tự phát hành - Định dạng: Tải nhạc, phát trực tuyến   | —                        |
| "—" chỉ một sản phẩm thu âm không được xếp hạng hoặc không được phát hành ở lãnh thổ đó. |                                                                                            |                          |

### Đĩa đơn

#### Là nghệ sĩ chính
| Tựa đề                                                                           | Năm  | Vị trí xếp hạng cao nhất | Vị trí xếp hạng cao nhất | Vị trí xếp hạng cao nhất | Vị trí xếp hạng cao nhất | Vị trí xếp hạng cao nhất | Vị trí xếp hạng cao nhất | Vị trí xếp hạng cao nhất | Vị trí xếp hạng cao nhất | Vị trí xếp hạng cao nhất | Vị trí xếp hạng cao nhất | Chứng nhận           | Album hoặc đĩa mở rộng        |
| Tựa đề                                                                           | Năm  | SWI                      | FIN                      | GER                      | IRE                      | ITA                      | NLD                      | NOR                      | SWE                      | UK                       | WW                       | Chứng nhận           | Album hoặc đĩa mở rộng        |
| -------------------------------------------------------------------------------- | ---- | ------------------------ | ------------------------ | ------------------------ | ------------------------ | ------------------------ | ------------------------ | ------------------------ | ------------------------ | ------------------------ | ------------------------ | -------------------- | ----------------------------- |
| "Himalaya"                                                                       | 2016 | 27                       | —                        | —                        | —                        | —                        | —                        | —                        | —                        | —                        | —                        |                      | Momänt-Kids                   |
| "Style" (với Marc Amacher)                                                       | 2017 | —                        | —                        | —                        | —                        | —                        | —                        | —                        | —                        | —                        | —                        |                      | Đĩa đơn không nằm trong album |
| "Du"                                                                             | 2017 | 4                        | —                        | —                        | —                        | —                        | —                        | —                        | —                        | —                        | —                        | - IFPI SWI: Bạch kim | Fundbüro                      |
| "Usserirdisch"                                                                   | 2017 | 64                       | —                        | —                        | —                        | —                        | —                        | —                        | —                        | —                        | —                        |                      | Fundbüro                      |
| "Crush uf di"                                                                    | 2018 | 77                       | —                        | —                        | —                        | —                        | —                        | —                        | —                        | —                        | —                        |                      | Đĩa đơn không nằm trong album |
| "5i uf de Uhr"                                                                   | 2019 | 31                       | —                        | —                        | —                        | —                        | —                        | —                        | —                        | —                        | —                        |                      | Đĩa đơn không nằm trong album |
| "365"                                                                            | 2019 | —                        | —                        | —                        | —                        | —                        | —                        | —                        | —                        | —                        | —                        |                      | Đĩa đơn không nằm trong album |
| "Girl us mire City"                                                              | 2019 | —                        | —                        | —                        | —                        | —                        | —                        | —                        | —                        | —                        | —                        |                      | Đĩa đơn không nằm trong album |
| "Dance with Me"                                                                  | 2020 | —                        | —                        | —                        | —                        | —                        | —                        | —                        | —                        | —                        | —                        |                      | Đĩa đơn không nằm trong album |
| "Video Games"                                                                    | 2020 | —                        | —                        | —                        | —                        | —                        | —                        | —                        | —                        | —                        | —                        |                      | Đĩa đơn không nằm trong album |
| "Hailey" (với Chelan)                                                            | 2021 | —                        | —                        | —                        | —                        | —                        | —                        | —                        | —                        | —                        | —                        |                      | Orange & Blue                 |
| "Certified Pop Queen"                                                            | 2021 | —                        | —                        | —                        | —                        | —                        | —                        | —                        | —                        | —                        | —                        |                      | Đĩa đơn không nằm trong album |
| "Chleiderchäschtli" (với KT Gorique)                                             | 2021 | —                        | —                        | —                        | —                        | —                        | —                        | —                        | —                        | —                        | —                        |                      | Đĩa đơn không nằm trong album |
| "Lonely AF"                                                                      | 2022 | —                        | —                        | —                        | —                        | —                        | —                        | —                        | —                        | —                        | —                        |                      | Whatever Feels Right          |
| "Own Sh¡t"                                                                       | 2022 | —                        | —                        | —                        | —                        | —                        | —                        | —                        | —                        | —                        | —                        |                      | Whatever Feels Right          |
| "F*ck Love" (với Anthony de la Torre)                                            | 2022 | —                        | —                        | —                        | —                        | —                        | —                        | —                        | —                        | —                        | —                        |                      | Whatever Feels Right          |
| "Be like You"                                                                    | 2022 | —                        | —                        | —                        | —                        | —                        | —                        | —                        | —                        | —                        | —                        |                      | Whatever Feels Right          |
| "This Body"                                                                      | 2023 | —                        | —                        | —                        | —                        | —                        | —                        | —                        | —                        | —                        | —                        |                      | Đĩa đơn không nằm trong album |
| "Falling Again"                                                                  | 2024 | —                        | —                        | —                        | —                        | —                        | —                        | —                        | —                        | —                        | —                        |                      | Đĩa đơn không nằm trong album |
| "The Code"                                                                       | 2024 | 1                        | 3                        | 14                       | 5                        | 61                       | 13                       | 13                       | 5                        | 18                       | 52                       |                      | Đĩa đơn không nằm trong album |
| "Eurostar"                                                                       | 2024 | 54                       | —                        | —                        | —                        | —                        | —                        | —                        | —                        | —                        | —                        |                      | Đĩa đơn không nằm trong album |
| "—" sản phẩm thu âm không được xếp hạng hoặc không được phát hành ở lãnh thổ đó. |      |                          |                          |                          |                          |                          |                          |                          |                          |                          |                          |                      |                               |

#### Là nghệ sĩ hợp tác
| Tựa đề                             | Năm  | Album hoặc đĩa mở rộng |
| ---------------------------------- | ---- | ---------------------- |
| "Sheriff" (Visu hợp tác với Nemo)  | 2016 | Sex & Röschti          |
| "Singer" (Dodo hợp tác với Nemo)   | 2017 | Pfingstweid            |
| "Legend" (Stress hợp tác với Nemo) | 2019 | Sincèrement            |

### Bài hát được xếp hạng khác
| Tựa đề       | Năm  | Vị trí xếp hạng cao nhất | Chứng nhận       | Album hoặc đĩa mở rộng |
| Tựa đề       | Năm  | SWI                      | Chứng nhận       | Album hoặc đĩa mở rộng |
| ------------ | ---- | ------------------------ | ---------------- | ---------------------- |
| "Ke bock"    | 2017 | 31                       | - IFPI SWI: Vàng | Momänt-Kids            |
| "Kunstwärch" | 2017 | 90                       |                  | Fundbüro               |

## Giải thưởng và thành tích

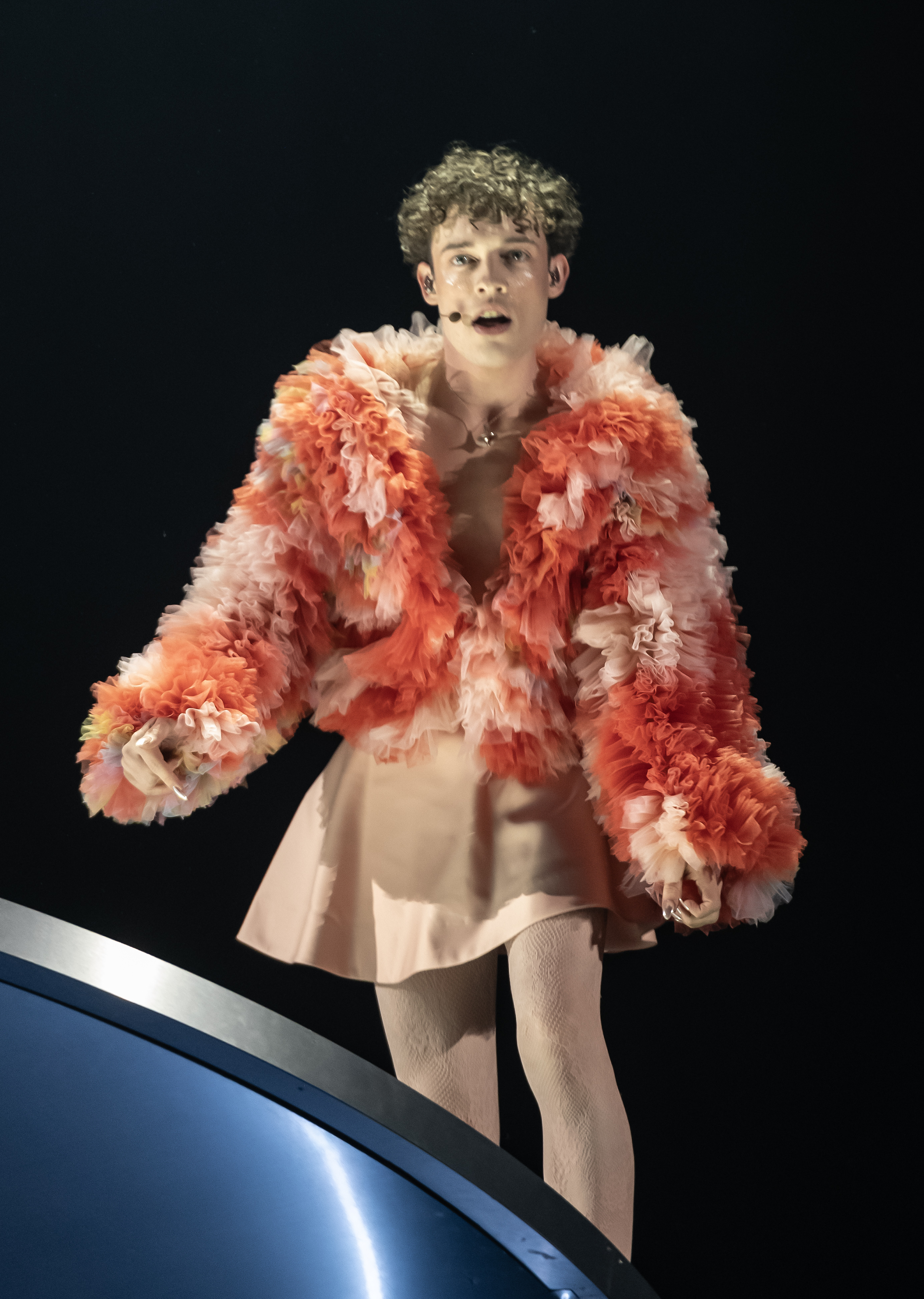
Nemo tại Eurovision Song Contest 2024

| Giải thưởng                     | Năm  | Thể loại                    | Tư cách đề cử | Kết quả   | Ct.           |
| ------------------------------- | ---- | --------------------------- | ------------- | --------- | ------------- |
| Energy Star Night               | 2017 | Energy Music Award          | Bản thân      | Đoạt giải | [ 27 ]        |
| Prix Walo                       | 2017 | Best Newcomer               | Bản thân      | Đoạt giải | [ 28 ]        |
| Swiss Music Awards              | 2017 | Best Talent                 | Bản thân      | Đoạt giải | [ 29 ]        |
| Swiss Music Awards              | 2018 | Best Male Solo Act          | Bản thân      | Đoạt giải | [ 30 ] [ 31 ] |
| Swiss Music Awards              | 2018 | Best Breaking Act           | Bản thân      | Đoạt giải | [ 30 ] [ 31 ] |
| Swiss Music Awards              | 2018 | Best Live Act               | Bản thân      | Đoạt giải | [ 30 ] [ 31 ] |
| Swiss Music Awards              | 2018 | Best Hit                    | "Du"          | Đoạt giải | [ 30 ] [ 31 ] |
| OUTmusic Award                  | 2024 | Eurovision Song of the Year | "The Code"    | Đoạt giải | [ 32 ]        |
| Eurostory Award                 | 2024 | Best Lyrics                 | "The Code"    | Đoạt giải | [ 33 ]        |
| Giải thưởng Âm nhạc MTV Châu Âu | 2024 | Best Swiss Act              | Bản thân      | Đoạt giải | [ 34 ]        |